# Безматричные методы
В вычислительной математике, безматричный метод это алгоритм для решения СЛАУ или решения задачи нахождения собственных значений, который не использует отдельное хранение матрицы коэффициентов, но обращается к матрице через произведения матриц-векторов. Безматричные методы предпочтительнее, когда матрица слишком большая для хранения и работа с ней требует больших объемов памяти и вычислительного времени, даже если матрица разреженная.